# Гробово (Забайкальский край)
Гробово — село в Балейском районе Забайкальского края России. Входит в состав сельского поселения «Нижнеильдиканское».

## История
К 1923 году в составе Ильдинканской волости.

## География
Село находится в северо-восточной части района, на правом берегу реки Талангуй, на расстоянии примерно 28 километров (по прямой) к северо-востоку от города Балея. Абсолютная высота — 652 метра над уровнем моря. К западу от Гробова проходит автодорога 76К-007.
Климат
Климат характеризуется как резко континентальный с продолжительной холодной малоснежной зимой. Абсолютный минимум температуры воздуха самого холодного месяца (января) составляет −45,5 °C; абсолютный максимум самого тёплого месяца (июля) — 39,2 °C. Среднегодовое количество атмосферных осадков составляет 308,3 мм.
Часовой пояс
Село Гробово находится в часовой зоне МСК+6. Смещение применяемого времени относительно UTC составляет +9:00.

## Население
| 1989 | 2002 | 2010 | 2021 |
| ---- | ---- | ---- | ---- |
| 240  | ↘193 | ↘133 | ↘111 |

Половой состав
По данным Всероссийской переписи населения 2010 года в гендерной структуре населения мужчины составляли 47,4 %, женщины — соответственно 52,6 %.
Национальный состав
Согласно результатам переписи 2002 года, в национальной структуре населения русские составляли 99 % из 193 чел.

## Инфраструктура
В селе функционирует фельдшерско-акушерский пункт.